# 2TE116型柴油机车
2TE116型柴油机车是苏联的第三代柴油机车车型之一，是由位于乌克兰的盧甘斯克機車製造廠在科洛姆纳工厂、哈尔科夫运输机械制造厂、哈尔科夫重型电机厂及全苏铁道运输科学研究院等单位的协作下，于1971年研制成功的大功率干线货运柴油机车，被广泛应用于苏联铁路的多个铁路局，以及苏联解体以后的独联体国家。
2TE116型机车是双机重联的组合式机车，每组由两节结构相同的机车通过车钩、通过台、重联线等连接而成。机车采用交—直流电传动，装用1А-5Д49型柴油引擎，机车總功率为6120马力。自投入使用以来，不论机车制造厂还是机务段均多次对2TE116型机车的主要部件进行持续改进，以提高机车的可靠性。

## 发展历史

### 背景
1953年，哈尔科夫运输机械制造厂成功研制了装用2D100型二冲程柴油引擎的TE3型柴油机车，单节机车功率达到2000马力。此后，哈尔科夫工厂在2D100型柴油机的基础上进行改进，设计了立式12气缸的9D100型二冲程柴油引擎，使单机功率提高到3000马力，于1958年首先装用于TE10型柴油机车。1960年，哈尔科夫工厂又将单缸功率提高至300马力，成功研制了立式10气缸的10D100型二冲程柴油引擎，单机功率仍保持在3000马力，被广泛使用于2TE10系列柴油机车。
1960年代初，随着苏联铁路运输量的大幅增长，由此产生了对新型大功率干线柴油机车的需求，根据当时苏联的干线柴油机车发展规划，提出的机车功率等级为2000、3000、4000、6000马力。当时苏联国内功率最大的干线柴油机车是2TE10L型机车，仍装用10D100型二冲程柴油引擎及直流电传动装置，进一步发掘其提高功率的潜力是十分困难的，因此苏联的铁路科研部门决定开发新一代的四冲程柴油引擎，作为新型大功率柴油机车的动力来源。

### 研制
1962年，哈尔科夫运输机械制造厂与哈尔科夫理工学院合作，成功试制了Д70型四冲程柴油引擎（16ЧН-24/27），气缸直径240毫米，活塞行程270毫米，额定功率为3000马力，并于1963年装用于2TE40型柴油机车投入运用考核。与此同时，科洛姆纳内燃机车制造厂也不甘示弱，在1960年代中期成功研制了Д49型四冲程柴油引擎（16ЧН-26/26），气缸直径为260毫米，活塞行程为260毫米，功率同样为3000马力。1967年，卢甘斯克机车制造厂试制了首台装用1А-5Д49型柴油引擎的TE109型柴油机车，也是苏联第一种采用交—直流电传动装置的柴油机车。
对于这两种四冲程柴油引擎的选择，苏联铁道部也经过了长时间的考虑。哈尔科夫运输机械制造厂需要较多的技术准备以保证Д70型柴油引擎在下一个五年计划投入批量生产，而科洛姆纳内燃机车制造厂的Д49型柴油引擎也存在机油消耗量较大的问题。1968年至1969年间，在全苏铁道运输科学研究院的组织下，TE109、2TE40、2TE10L型柴油机车于乌克兰的敖德萨-基希讷乌铁路局伯尔兹机务段进行了对比试验，试验结果表明，四冲程柴油机具有较好的燃油经济性，而Д70、Д49型两种柴油引擎亦具有相当接近的性能指标。1969年冬季，为了作进一步的比较和论证，卢甘斯克机车制造厂试制了两组双节重联的2TE109型柴油机车，其中001号机车装用2Д70型柴油引擎，而002号机车则装用1А-5Д49型柴油引擎，两者均在伯尔兹机务段投入了运用考核。
然而，最终决定哪种柴油引擎能够投入批量生产的问题，并非纯粹的技术决定，而是根据苏联重工业的生产布局而决定的。苏联重型机械工业部最终决定，由部属的卢甘斯克机车制造厂负责继续改进Д49型柴油引擎，而哈尔科夫工厂已于1960年代末恢复由苏联国防部直接管理，并逐步停止生产铁路机车的业务，转为专注于坦克的研究与开发。自此，Д49型柴油引擎就成为了苏联以后各种大功率机车柴油机的基础。
1970年，卢甘斯克机车制造厂（1971年至1989年称为伏罗希洛夫格勒内燃机车制造厂）开始设计新一代大功率干线货运柴油机车，计划作为2TE10型柴油机车的换代产品，单机功率等级同样为3000马力，但采用了先进的Д49型四冲程柴油引擎、交—直流电传动装置和无导框式标准转向架。这种机车原本拟命名为TE116型（ТЭ116），但最终被定型为2TE116型。1971年，在科洛姆纳内燃机车制造厂、哈尔科夫运输机械制造厂、哈尔科夫重型电机厂及全苏铁道运输科学研究院等单位的协作下，伏罗希洛夫格勒工厂试制了首三组2TE116型柴油机车。根据最初的技术规划，2TE116型柴油机车实际上是为研制更大功率机车的过渡阶段产品，因此柴油引擎功率仅为3060马力（16个气缸），单缸功率约为190马力；而在未来随着柴油引擎强化程度的提高，柴油引擎功率应进一步提升为4000马力（16个气缸）、单缸功率250马力，以及6000马力的20气缸柴油引擎，单缸功率300马力。但是面对机车的试验、调整和生产上发现的困难，伏罗希洛夫格勒工厂不得不随着机车的生产，对机车主要零部件进行修改，其中还涉及柴油引擎及电传动系统的可靠性问题。

### 改进

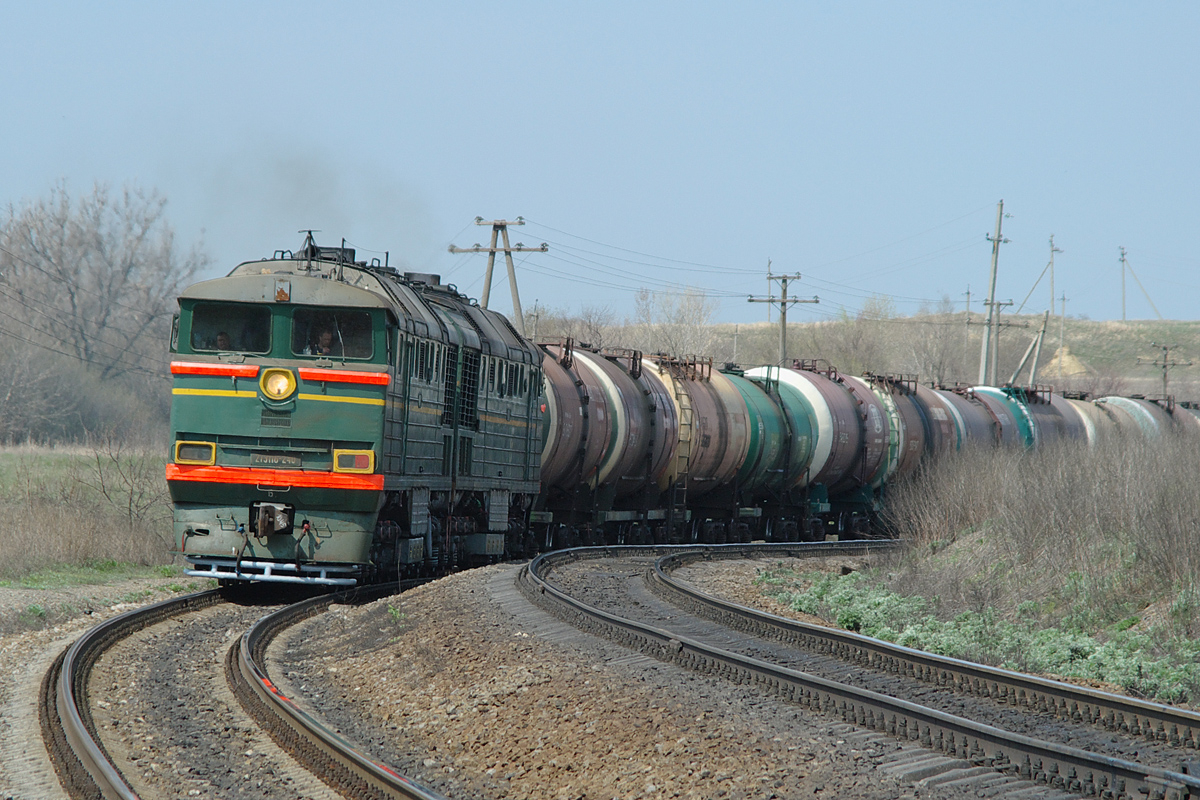
2TE116-240號機車

1972年，伏罗希洛夫格勒工厂开始小批量生产2TE116型柴油机车，同年首批机车率先在中亚铁路局科贡机务段及布哈拉一号机务段投入运用。1975年起，2TE116型机车开始配属于东南铁路局叶列茨机务段；随后，2TE116型机车又大量配属到斯维尔德洛夫斯克铁路局的秋明、伊希姆机务段。截至1975年底，苏联铁路已经有194台2TE116型机车，其中165台配属于斯维尔德洛夫斯克铁路局。然而，由于2TE116型机车在还没有经过全面试验及运用考核的情况下就投入批量生产及使用，导致机车的缺陷在运用过程初期中逐渐暴露出来，为机务部门带来了不少麻烦；尤其柴油引擎的曲轴及主轴承可靠性较差，根据苏联铁道部门的统计，在1972年至1976年生产的2TE116型机车之中，在运行40万公里后有超过30%的柴油机曲轴出现问题，远高于同时期11Д45、10Д100型柴油引擎的曲轴故障率（约5%）。为此，科洛姆纳工厂和伏罗希洛夫格勒工厂曾对曲轴、气缸盖、水泵、机油泵、燃油装置、曲轴调速器、涡轮增压器、空气冷却器和机油滤清系统等柴油机零部件进行了较多改进工作。至1970年代后期，虽然Д49型柴油引擎渐趋稳定，但使用寿命并没有明显延长。至1980年代初期，科洛姆纳工厂仍然致力于改善Д49型柴油引擎的可靠性。
与此同时，2TE116型机车的可靠性问题已引起苏联铁道部的关注。1981年2月，苏联共产党在莫斯科举行第二十六次代表大会，苏联铁道部部长巴甫洛夫斯基（И.Г. Павловский）在会上批评，“机车制造厂欠了铁路工人的债，机车厂不但没有生产出强大、经济的机车，却生产了一堆故障频生的2TE116型机车。”此外，铁道部与重型机械工业部之间也因而产生了矛盾，苏联铁道部向苏联部长会议提交了一份文件，名为《铁道部关于在第十一个五年计划（1981年—1985年）及未来维持2TE116型柴油机车正常运用，及保障铁路运输安全可靠的建议》，并拒绝接收新的2TE116型机车。面对上级的压力，科洛姆纳工厂不得不加快对Д49型柴油引擎的改进。1982年至1984年，经过各方面改进的Д49型柴油引擎通过了试验，并获得了令人满意的结果。1986年，跨部门的验收委员会正式批准2TE116型机车投入批量生产。从1971年到1986年，伏罗希洛夫格勒工厂共花了15年的时间来改进Д49型柴油引擎和2TE116型柴油机车。

### 运用

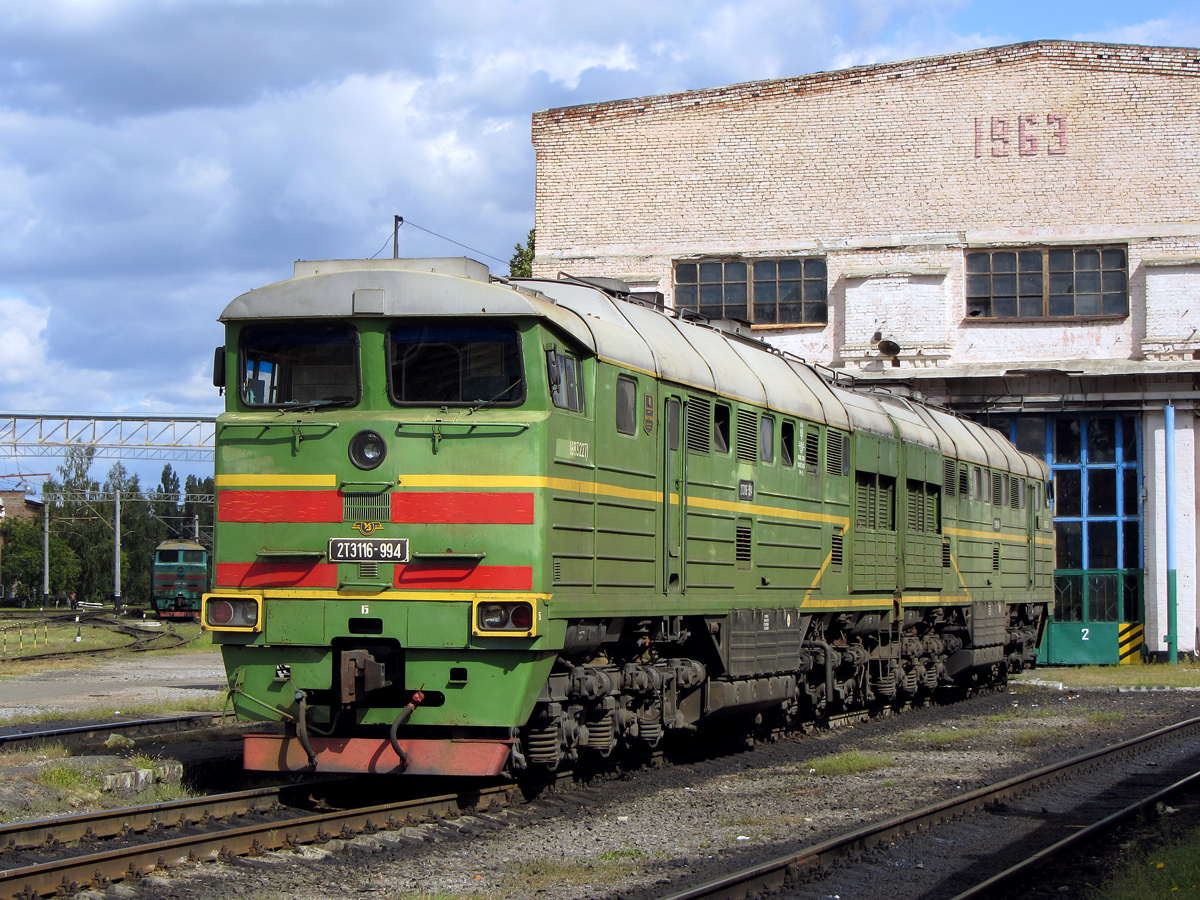
乌克兰波尔塔瓦机务段内的2TE116-994号机车

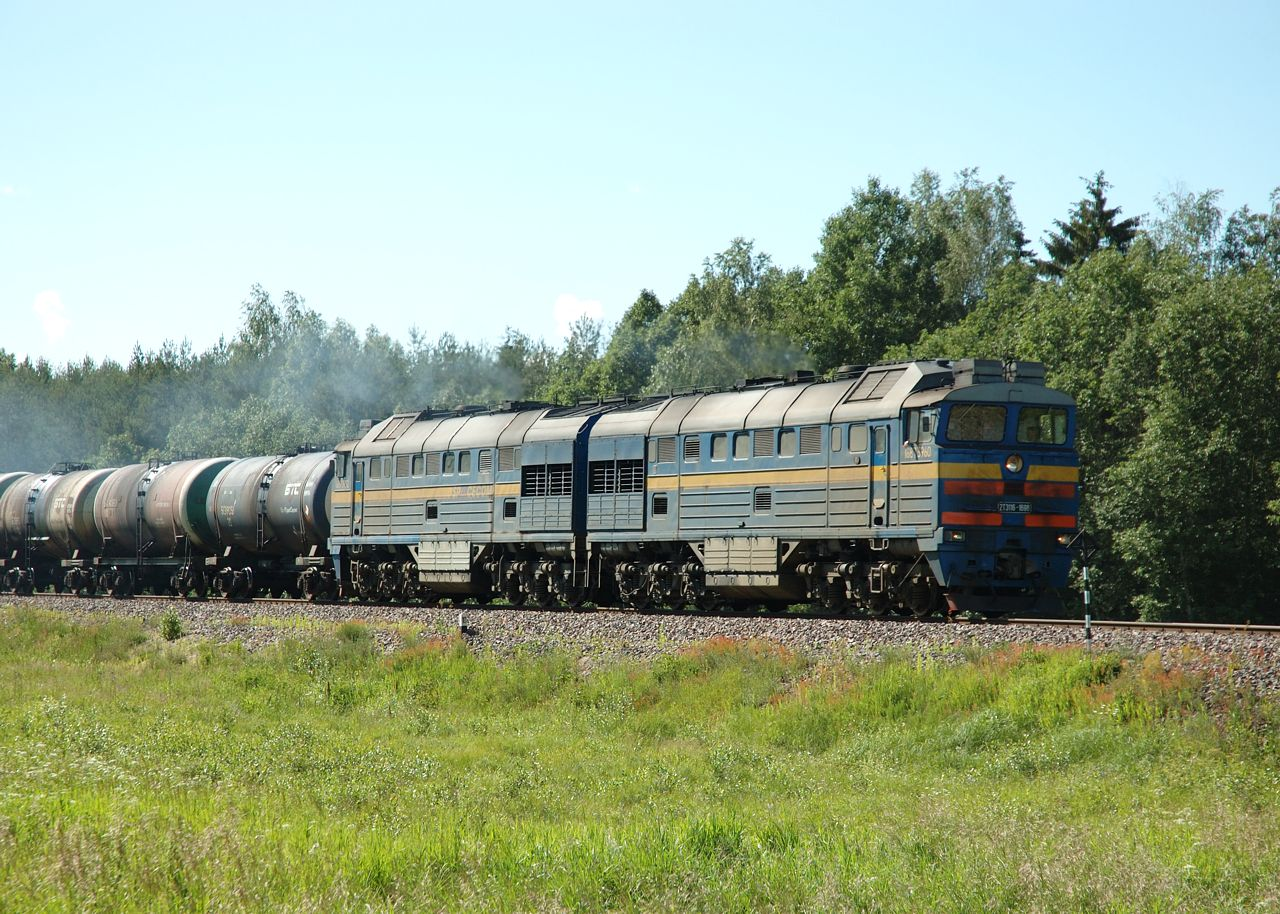
爱沙尼亚民营铁路公司“Spacecom”租用的2TE116型机车

俄罗斯铁路股份公司的2TE116型柴油机车主要配属于伏尔加铁路局、东南铁路局、北高加索铁路局、十月铁路局、斯维尔德洛夫斯克铁路局。
- 伏尔加铁路局：萨拉托夫-2、高尔基、叶尔绍夫、阿斯特拉罕机务段。
- 东南铁路局：勒季谢沃、巴拉瑟夫、沃罗涅日、库尔斯克、旧奥斯科尔、叶列茨机务段。
- 北高加索铁路局：里海、克拉斯诺达尔机务段。
- 十月铁路局：德诺（ТЧ-18）、大卢基（ТЧ-31）、圣彼得堡-维捷布斯克（ТЧ-9）、坎达拉克沙机务段（ТЧ-5）。
- 斯维尔德洛夫斯克铁路局：叶戈尔希诺、谢罗夫、秋明、苏尔古特机务段。

乌克兰铁路的2TE116型柴油机车几乎遍布全国铁路干线，主要配属于南方铁路局、顿涅茨克铁路局、第聂伯河沿岸铁路局、西南铁路局及敖德萨铁路局。
- 南方铁路局：格列比翁卡（ТЧ-12）、波尔塔瓦（ТЧ-5）、克列缅丘格（ТЧ-6）、罗姆内（ТЧ-7）、洛佐瓦亚（ТЧ-9）、哈尔科夫机务段（ТЧ-3）。
- 顿涅茨克铁路局：红军城（ТЧ-4）、斯瓦托夫（ТЧ-5）、波帕斯纳亚（ТЧ-6）、罗德科夫（ТЧ-7）、德巴利采韦调车（ТЧ-10）、德巴利采韦客运（ТЧ-14）、沃尔诺瓦哈（ТЧ-17）、伊洛瓦伊斯克机务段（ТЧ-19）。
- 第聂伯河沿岸铁路局：下第涅伯罗夫斯克（ТЧ-1）、克里沃罗格（ТЧ-2）、梅利托波尔（ТЧ-3）、波洛吉（ТЧ-4）、丹考伊（ТЧ-10）、阿波斯托洛沃（ТЧ-11）、刻赤机务段（ТЧ-6）。
- 西南铁路局：达尔尼察（ТЧ-9）、科诺托普（ТЧ-11）、杰莫尔尼卡（ТЧ-4）、科罗斯坚（ТЧ-7）。
- 敖德萨铁路局：敖德萨调车机务段（ТЧ-1）。

此外，在俄罗斯、爱沙尼亚、拉脱维亚亦有一些民营铁路公司购置或租用2TE116型柴油机车，担当重载货物列车的牵引任务；而在俄羅斯佔領下成立的克里米亞鐵路公司，現時亦有14輛同款機車。

## 後繼车型

### 2TE116M
1974年，伏罗希洛夫格勒内燃机车制造厂试制了首台带有电阻制动装置的2TE116M-140号机车，1977年又生产了两台2TE116M型机车（316、317）。2TE116M型机车的电传动系统具有电阻制动功能，当机车处于电制动工况时，牵引电动机变为他励直流发电机运转，输出的电能一部分经由晶闸管逆变装置转换为三相交流电，供给车上的辅助电机使用，另一部分则消耗于制动电阻。机车并设有自动制动控制系统（САРТ），电阻制动对稳定列车的下坡速度十分有利，能够使列车在长大下坡道上实现恒速运行。根据试验结果，2TE116M型机车最大制动功率为2553千瓦（当时速为58公里/小时）。

### 2TE116G

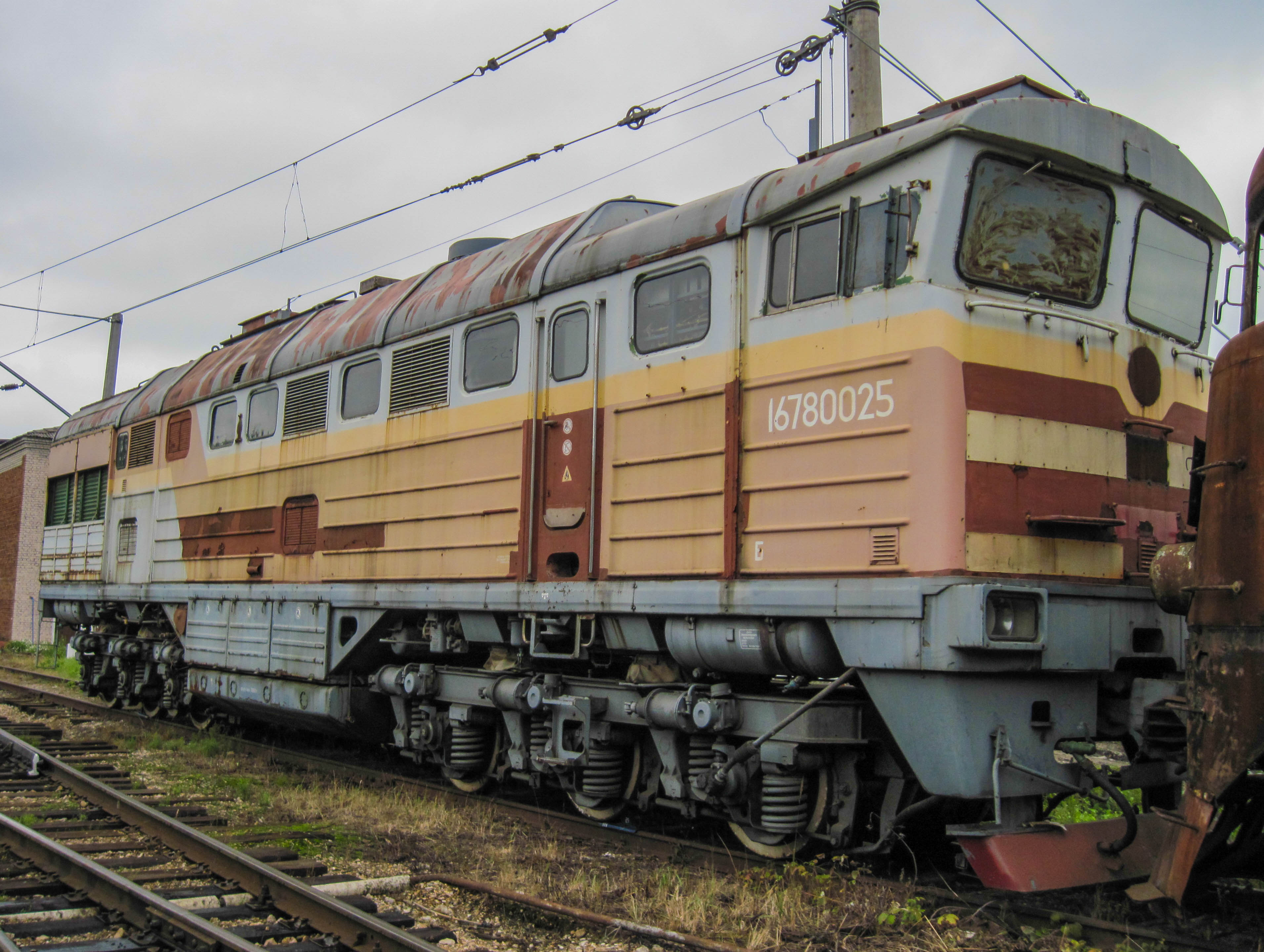
封存在全俄铁道运输科学研究院内的2TE116G-001号B节机车

1980年代初，铁路运输业已经是苏联国内最主要的柴油用户，柴油机车每年需要消耗过千万吨柴油，然而由于石油开采成本日益提高，石油开采量的增长速度在降低。1984年年初，苏联通过了《苏联长期发展动力纲要的基本方针》，为各个能源及动力相关部门到2000年的发展规定了主要方针，其中包括建议调整燃料结构，大量使用天然气代替作为燃料的石油。同年，根据苏联交通部的指示，全苏铁道运输科学研究院、伏罗希洛夫格勒内燃机车制造厂、科洛姆纳内燃机车制造厂、布良斯克机械制造厂等单位开始了天然气内燃机车的研制工作。1987年，布良斯克机械制造厂对一台TEM2U型调车机车进行了改造，成为世界上第一台以天然气为燃料的内燃机车，并成功进行了试验。1988年，伏罗希洛夫格勒工厂在2TE116型机车的基础上，试制了一组2TE116G型天然气机车（2ТЭ116Г）。
2TE10G型机车由两节结构相同的六轴单司机室机车，与一节四轴的液化天然气储存车（又称低温车）联挂而成，各车连接部分设有通过台和风挡装置，还设有输送天然气和冷却水的连接软管。天然气储存车上设有两个容积为20立方米、储存温度为-162°C的液化天然气罐，以及配套的气化装置、供气装置、空气压缩机等设备。两节机车的总体结构和普通的2TE116型机车基本相同，但加装了输气管路、车体强迫通风系统、气体泄漏警报装置等。机车装用由科洛姆纳工厂研制的1ГДГ型天然气发电机组（Д4Г型双燃料四冲程发动机），此外车上还设有СКРЗД-3型电子式发动机监控、调节和保护系统。机车每一次注满燃料可以走行1000公里。
2TE116G型机车出厂后进行了调整和试验，试验结果表明，天然气发动机的燃烧性能良好，但天然气储存车的结构上还存在一些缺点。苏联解体以后，2TE116G型机车被划归俄罗斯的铁道部门所有，全俄铁道运输科学研究院在有限的科研资金的支持下，仍然持续进行对天然气内燃机车的开发和研究。

### 2TE116A

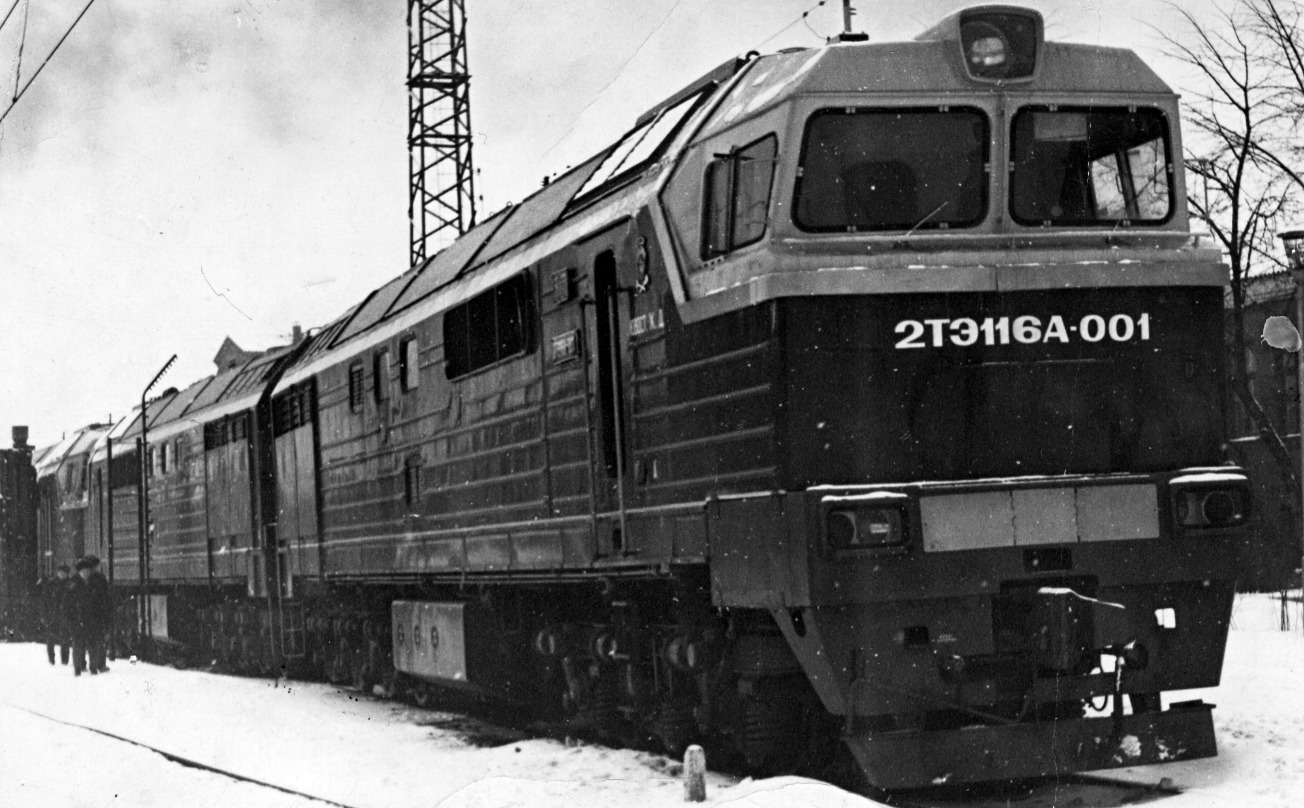
2TE116A型001号机车

1981年至1982年间，伏罗希洛夫格勒内燃机车制造厂先后试制了四台2TE116A型柴油机车，该型机车的车体、主要机械设备和电气设备的结构与2TE121型柴油机车（002～004号）实现了最大程度的统一化，而走行部则沿用与2TE116型机车大致相同的转向架。因此，2TE116A型机车“沉重”的车体与“轻小”的转向架构成了“头重脚轻”的强烈对比，车体底架与转向架构架之间的间隙大得甚至还能让一个人钻过去。2TE116A型机车装用5-9ДГ型柴油发电机组，包括5-5Д49型柴油机及А-714У2型牵引发电机，柴油机装车功率为3060马力。首两台机车采用新型的ЭД-125Б型牵引电动机，后两台机车改装ЭД-118Б型牵引电动机。1980年代，四台2TE116A型机车曾经在东南铁路局科切托夫卡机务段投入运用考核。1982年，伏罗希洛夫格勒工厂在2TE116A型机车的基础上，为贝阿铁路研制了四节重联的4TE130型柴油机车。

### 2TE116UP
1995年，卢甘斯克机车制造厂试制了一台2TE116UP型客货运通用柴油机车，但没有投入批量生产。2TE116UP型机车的单节功率由3060马力（2250千瓦）提高到3600马力（2650千瓦），并设有电阻制动装置、列车取暖供电装置及微机控制系统，最高运行速度为120公里/小时，持续牵引力为2×323千牛。每节机车设有一台新设计的辅助交流同步发电机，辅助发电机与牵引发电机同轴，输出的交流电经整流后向旅客列车直接提供3000伏直流电，为列车上的电热取暖装置提供电源，单节机车的供电系统额定功率为575千瓦。此外，机车取消了分别安装的励磁机及启动发电机，牵引发电机的励磁电源及机车辅助电机的电源均由该辅助发电机提供。司机室内配备空调、暖气和通风装置，改善了机车乘务员的工作环境。
2001年，该台机车被俄罗斯的“ЛинкОйл”铁路货运公司购入并投入使用。2005年3月，机车在爱沙尼亚约格瓦县境内发生意外事故，导致A节机车损毁；同年5月，机车在塔林完成修复。后来，该台机车被爱沙尼亚铁路局租用。2009年7月，A节机车因火灾事故受损，同年5月返回俄罗斯的沃罗涅日内燃机车修理厂。2011年11月，机车在道加夫皮尔斯机车修理厂进行大修，之后又再被转售予民营的爱沙尼亚铁路服务公司（E.R.S. AS）。

### 2TE116U

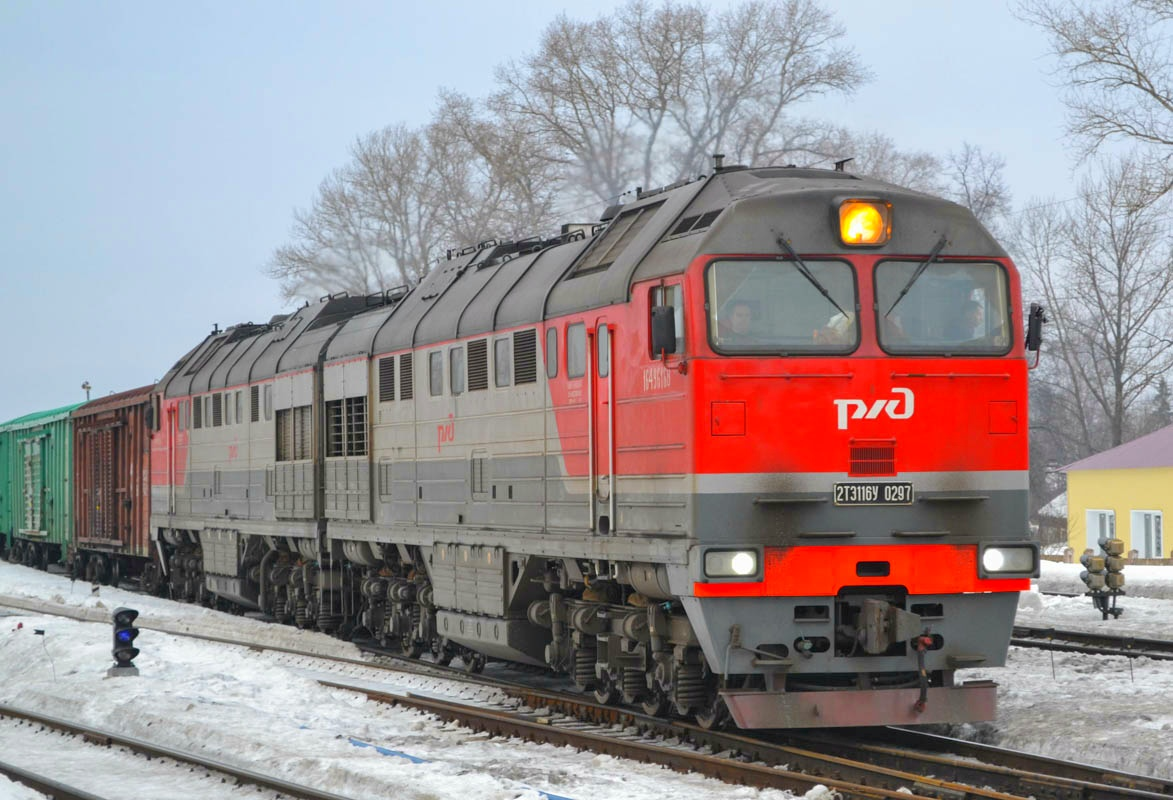
俄罗斯铁路的2TE116U-0297号机车

2007年，卢甘斯克机车制造厂开始为俄罗斯铁路股份公司提供2TE116U型干线货运柴油机车。2TE116U型机车与2TE116型机车的总体结构基本相同，仍然沿用了原来的电传动系统，但引擎更換為18-9ДГ-01型柴油引擎，机车總功率提高到7208马力，持续牵引力由2×248千牛提高到2×323千牛，而单位燃料消耗量由204克/千瓦小时下降至198克/千瓦小时，同时改善了柴油机的排放污染。此外，2TE116U型机车改用功率更大的ЭД133型牵引电动机，并设有最大制动功率为2700千瓦的电阻制动装置。机车采用МСУ-ТП型微机控制和诊断系统、遥距监控系统、统一化机车综合安全系统（КЛУБ-У）。司机室采用了与2TE126、2TE136型机车相同的外观，司机操纵台符合最新的人体工程学和美学的要求，机车当前状态的所有数据及诊断结果都能直观地显示在显示屏上。截至2012年12月，俄罗斯已经接收了185台2TE116U型柴油机车，主要配属在伏尔加铁路局、十月铁路局、北高加索铁路局及斯维尔德洛夫斯克铁路局。

### 2TE116UM

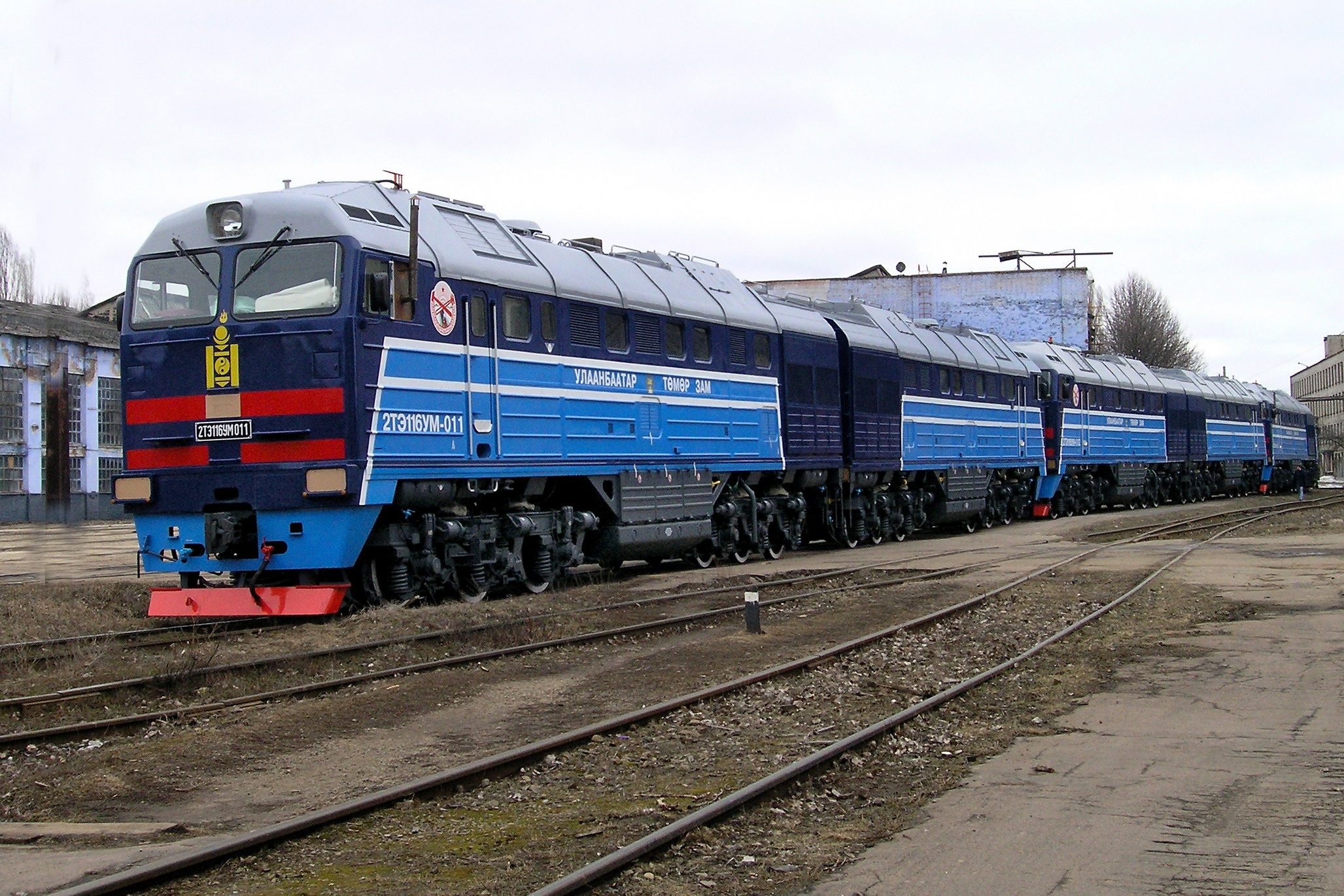
蒙古铁路的2TE116UM型机车

2010年10月，蒙古国乌兰巴托铁路局与俄罗斯运输机械控股集团签订了采购35台2TE116UM型干线货运柴油机车的订单。2TE116UM型机车是在2TE116U型机车的基础上，为高海拔及大风沙气候环境而设计的，两者的柴油机、电传动系统、控制系统均基本相同。微机控制系统软件特别为适应高海拔地区的柴油机功率修正作出了调整，使柴油机功率随海拔高度自行修正，保证机车在760～620毫米汞柱的大气压力环境下都能够充分发挥柴油机功率。为了满足柴油机对吸气洁净程度的要求，机车设有三级空气滤清装置。此外，机车并设有牵引电机温度、电机轴温、轮对轴温的监控系统。

### 2TE116UK
2TE116UK型柴油机车是为哈萨克斯坦企业“ПромТрансМенеджмент”设计制造的干线货运柴油机车，单节功率为3060马力（2250千瓦），但不设微机控制系统及司机室空调装置。

### 2TE116UD

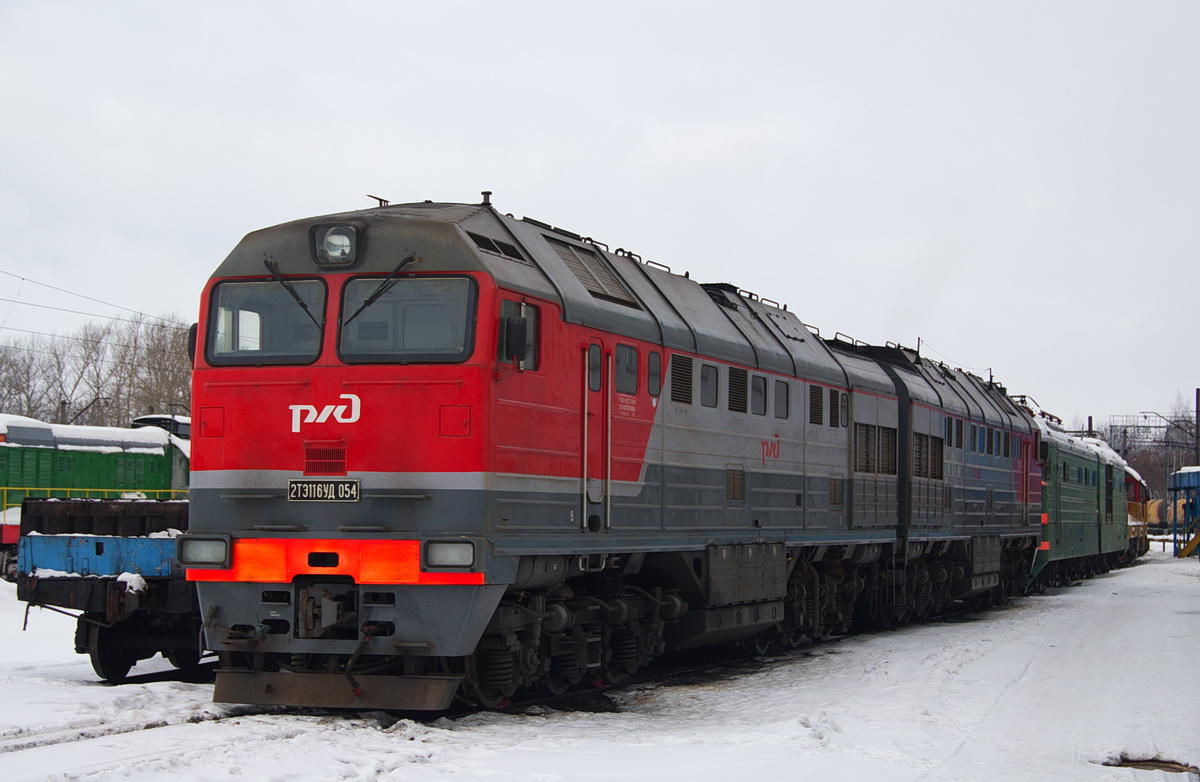
2TE116UD-054号机车

2012年，卢甘斯克机车制造厂与美国通用电气公司合作，研制了2TE116UD型柴油机车。该型机车吸收了通用电气“创新”系列（Evolution Series）柴油机车的成熟技术，实际上已经脱离了传统的2TE116型机车系列，机车采用了全新的柴油发电机组及交—直—交流电传动系统，并重新设计了高压电气室、车体顶盖、油水管路及电气线路。机车使用通用电气的GEVO V12型大功率柴油机，具有更好的燃油经济性及更低的维护成本，气缸直径250毫米，活塞行程320毫米，额定转速为每分钟1050转；受到机车冷却条件限制，柴油机额定功率为4560马力（3350千瓦），排放指标能够符合美国环保局二级（EPA Tier 2）排放标准。机车并采用了由乌克兰重型电机制造厂（«Завод Электротяжмаш»）生产的А723МУ2型交流传动系统，包括牵引发电机、辅助发电机、启动发电机等。机车构造速度为100公里/小时，起动牵引力达到2×410千牛（2×41.76公吨）。

### 2TE116UR

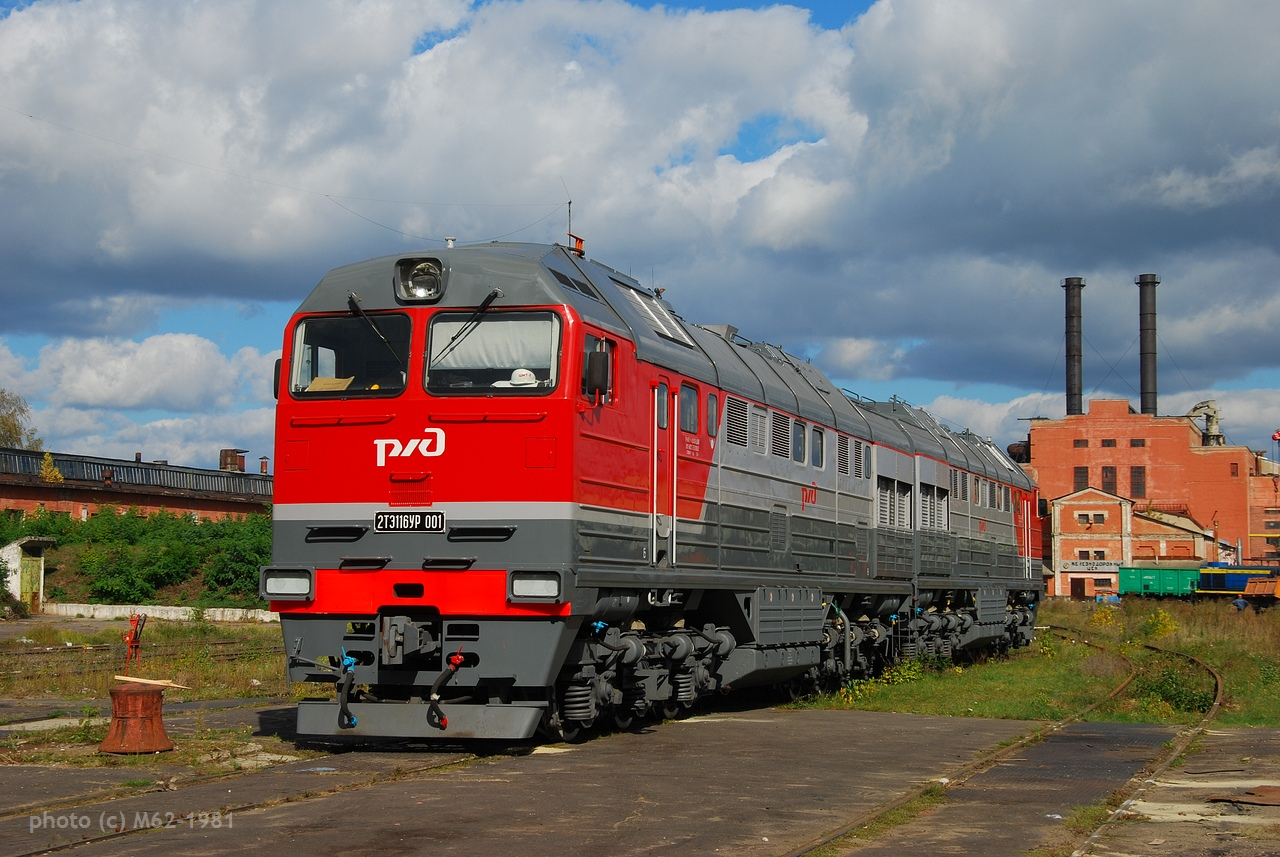
2TE116UR-001號机车

2014年,盧甘斯克機車製造廠推出使用德國MTU 20V4000R43大功率高速柴油機2TE116UR型柴油機車(2ТЭ116УР),單機功率3670馬力,目前僅試造一輛。

## 技术特点

### 总体结构

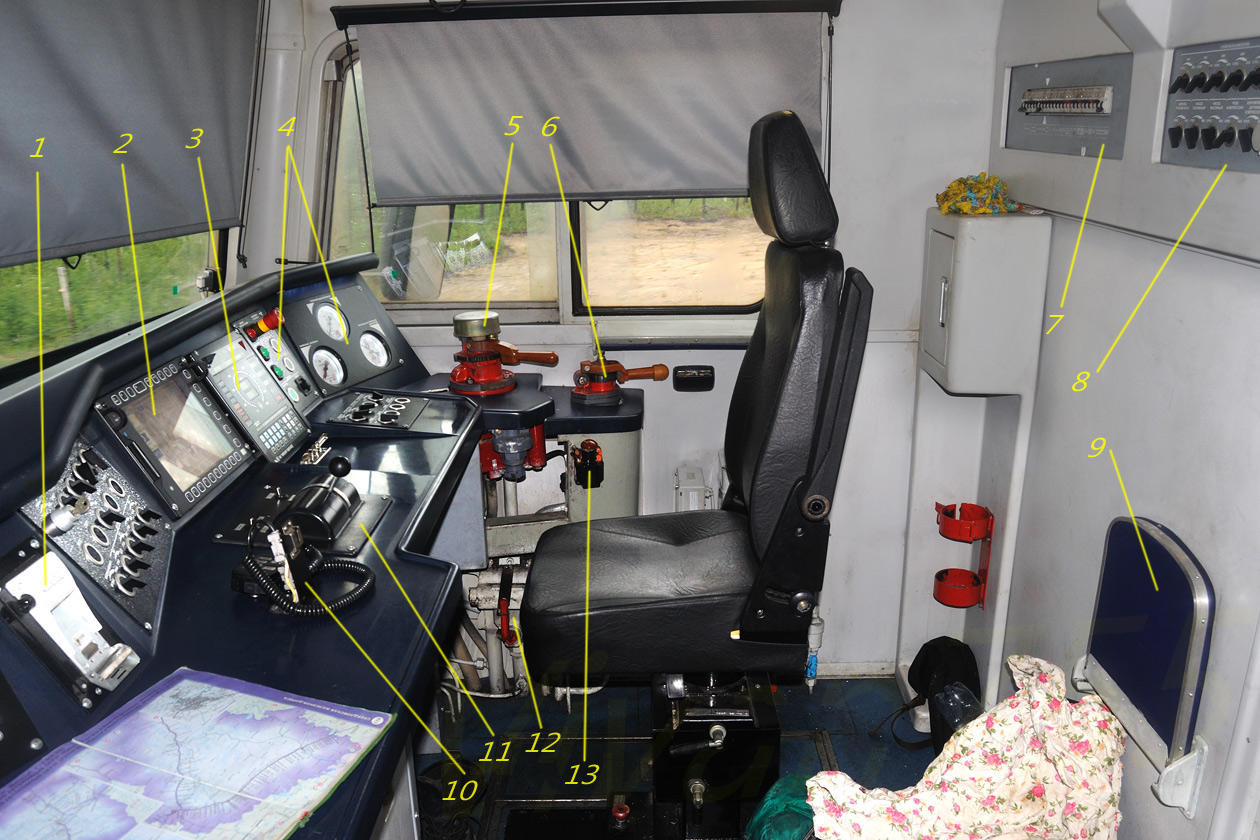
2TE116U型机车司机室内部

2TE116型柴油机车是双节重联的十二轴大功率干线货运用柴油机车，采用了车架承载式封闭型结构车体，车体由车架、侧墙、司机室及顶盖部件组合成一个完整的箱形结构，侧壁及车顶不参与承载。主车架承载构件的结构类似于M62型柴油机车的车体底架，是由工字钢梁及槽钢焊接而成，中梁是车架的主要受力部件，为左右两根贯穿机车全长的45号工字钢，上下翼缘用两块厚度为18毫米的钢板加强。2TE116型机车车架的主要特点为延长了底架长度，并改变了转向架旁承的结构和位置，底架中部设有下凹的鱼腹型结构蓄电池箱。侧墙由钢结构骨架及压筋钢板组成。司机室采用独立的模块化结构，生产机车时首先将柴油发电机组和其他设备安装到车架之后，再将司机室整体焊接到车架上，司机室构架隔层之中并填充有隔音材料。除了司机室之外车体其他部分的顶盖均为可拆式，以方便组装及维修。为了使机车达到设计重量及平均分配轴重，从118号机车开始，每节机车加装了三块分别重1347、2721、490公斤的压铁配重，总重9116公斤。
机车采用空气制动机（包括270.005-1号空气分配阀、394号单元制动器、254号辅助制动阀），及КТ-7型空气压缩机。机车上的冷却风扇及牵引电机通风机均使用三相交流电动机驱动，而空气压缩机则采用直流电动机驱动。机车整备重量为2×138±3%吨，构造速度为100公里/小时，当持续速度为24.7公里/小时，持续牵引力为2×248千牛（25300公斤）。

### 柴油机
每节机车装用一台1А-5Д49型柴油机（苏联国家标准GOST型号为16ЧН26/26），是一种由科洛姆纳内燃机车制造厂研制的16气缸、四冲程、二级增压带中间冷却的V型中速柴油机，气缸直径为260毫米，活塞行程为260毫米，额定转速为每分钟1000转，最低稳定转速为每分钟360转，装车功率为3060马力（2,250千瓦），单位燃料消耗量为151～158.5克/有效马力·小时。曲轴采用球墨铸铁制造。柴油机采用了二级增压系统，为柴油机提供压力为1.35～1.5公斤/立方厘米的压缩空气，第一级是单级轴流式废气涡轮增压器，第二级是由离心式鼓风机组成的单级机械增压器，两级增压器之间设有增压空气中间冷却器（中冷器）。柴油机净重量为17650公斤。
机车的冷却水系统分为高温冷却水系统及低温冷却水系统，分别具有独立的冷却装置。高温水系统是柴油机冷却水的系统，而低温水系统是为机油热交换器及增压空气中间冷却器而设的冷却水系统。冷却装置由散热器与风扇组成，冷却水带出的热量在散热器中传给空气而冷却。

### 传动系统
机车传动装置采用交—直流电传动，柴油机通过联轴器直接驱动一台ГС-501А型三相交流同步牵引发电机，经硅整流装置转换成直流电后，供给六台并联的牵引电动机。牵引发电机由哈尔科夫重型电机厂设计制造，额定功率为2190千瓦，发电机定子按两组三相绕组设计，彼此相差30°电角度，转子线圈组件用环氧树脂浸渍，定子及转子绝缘等级分别为H级和B级；额定电压为290伏（2×2350安培），最高输出电压为535伏（2×1330安培），额定转速为每分钟1000转（100赫兹），输出频率为35～100赫兹；主发电机净重为6000公斤，柴油机—发电机组（含起动发电机及励磁机）总净重量为25000～26000公斤。
在牵引发电机的底座上还设有一台ВС-650В型励磁机及一台ПСТУ2型辅助启动发电机，两台电机均通过齿轮变速箱直接与柴油机曲轴相连和驱动。励磁机是一台26千瓦的单相同步交流发电机，励磁机发出的交流电，经过晶闸管桥式整流电路整流为直流电后，供给牵引发电机励磁。启动发电机为一台50千瓦的直流电机，工作转速范围为每分钟1150～3300转，在机车起动时启动发电机由蓄电池供电，作为串励直流电动机运转并驱动柴油机起动；当机车完成启动后它又变为他励直流发电机，输出110伏直流电，供蓄电池充电及机车控制电路及辅助设备用电。
牵引发电机发出的三相交流电由УВКТ-5型硅整流装置转换成直流电，整流装置由位于爱沙尼亚的塔林电气工厂设计制造，设有二组并联的三相桥式整流电路，整流电路每一桥臂有十个并联支路，每个支路有二个串联连接的ВЛ200-8型雪崩整流二极管，全套整流装置共有240个二极管元件，额定直流输出电压为750伏（5700安培）。2TE116型机车具有发电机恒功率励磁调节功能，以充分利用柴油机的功率。
牵引电动机采用ЭД-118А型直流串励牵引电动机，与2TE10L、2TE10V型机车相同，由哈尔科夫重型电机厂设计制造，额定功率为305千瓦，额定电压为463伏（835安培），最高工作电压为700伏（552安培），额定转速为每分钟562转，最高转速为每分钟2290转，定子及电枢绕组的绝缘等级为H级，单台电机重量为3100公斤。另外也有少部分2TE116型机车装用经过改进的ЭД-118Б型牵引电动机。为扩大机车恒功速度范围，机车能够对牵引电动机使用二级磁场削弱，磁场削弱率分别为60%及37%。机车采用了КВ-1552型司机控制器，调速手轮具有前进、中立、后退三个工作模式，以及零位和1～15位运行级位。

### 转向架

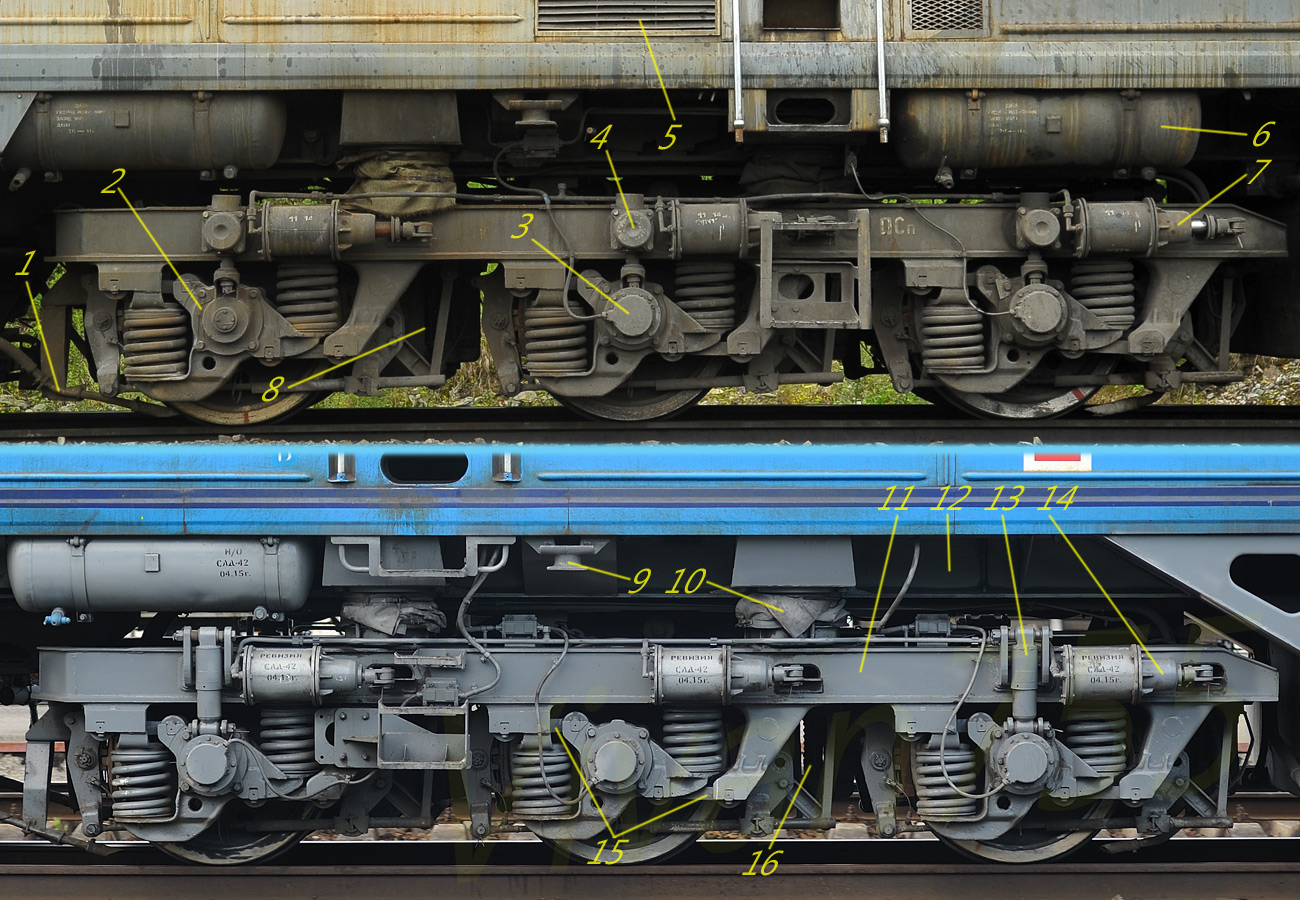
3TE10UK型机车与2TE116U型机车的转向架

走行部为两台无导框式三轴转向架，与TE109型机车的转向架基本相同。转向架的“目”字形构架由箱形截面的纵梁和横梁焊接而成，滚柱轴承轴箱采用拉杆式定位结构。一系独立悬挂采用螺旋弹簧及橡胶垫；二系悬挂采用橡胶堆旁承，一系及二系悬挂系统总静挠度为126毫米。车体全部重量通过四点式橡胶堆旁承由两台转向架支承，牵引力和制动力通过心盘传递。牵引电动机采用抱轴式半悬挂安装在转向架上，牵引齿轮传动比为17：75。

## 参看
- TE10型柴油机车
- TE109型柴油机车
- TE120型柴油机车
- 2TE121型柴油机车
- 2TE126型柴油机车
- 4TE130型柴油机车